# 日間人口
日間人口，或稱白天人口，指的是相對於夜間的常住人口而言，白天在某地域內通勤活動的人口。一般情況下，在大都市市中心範圍內，白天人口都會遠高於夜間人口。例如日本東京都千代田區日間人口為夜間的數十倍之多。